# ジオメトリエンジン
ジオメトリエンジン (Geometry engine) とは、3DCG における座標変換を専門的に行うソフトウェアやハードウェアのことである。
物体を3DCGで表現する際、頂点座標などのデータを基にコンピュータ内に作られた仮想的な3次元空間へ構築されるが、最終的にはスクリーン（モニター）へ描画する必要があり、そのスクリーンは平面（2次元）であるため、3次元から2次元への座標変換（ジオメトリ処理）を行う必要がある。こういった変換は膨大な浮動小数点の演算が必要なため、CPUにも負荷がかかる。その処理を専用に行うソフトウェアやハードウェアが、ジオメトリエンジンである。
ソフトウェアの場合は、プログラマが変換処理を行いやすいようにまとめられた命令群（ライブラリ）である。